# Pantopsalis renelli
Pantopsalis renelli är en spindeldjursart som beskrevs av Forster 1964. Pantopsalis renelli ingår i släktet Pantopsalis och familjen Monoscutidae. Inga underarter finns listade i Catalogue of Life.